# 珠江新闻
《珠江新闻》是由广东广播电视台制作的一个粤语时事新闻节目，每晚18：00-18：55于广东广播电视台珠江频道首播，前身为1999年8月1日开播、每晚18：30的首播的半小時新闻节目《630新闻》，2012年1月1日起改为《珠江新闻眼》，提早于每晚18：00开播，时长扩至约一小时，2022年1月1日起改名为《珠江新闻》。

## 内容
- 新闻提要
- 时政要闻
- 广东本地新闻
- 国际新闻
- 体育新闻
- 天气连线

## 节目主播
- 现任主播

梁宇、李青山、徐洁、林彬、屈炫希（屈贤）
- 曾任主播

江雪鸿、陈少辉（已退居幕后），梁志皋（转职广州市广播电视台），杨琨